# Турандот (пьеса)
«Турандот» (итал. Turandot) — сказочная пьеса (фьяба) итальянского драматурга Карло Гоцци, впервые поставленная в театре Сан-Самуэле в Венеции 22 января 1762 года. Имела огромный успех, стала литературной основой ряда опер.

## Сюжет
Действие пьесы происходит в Пекине, куда прибывает Калаф — «принц ногайских татар», сын астраханского хана Тимура. Он случайно встречает своего воспитателя Бараха и рассказывает ему о том, как скитался по свету после поражения в войне с хорезмийским султаном. Калаф побывал на Кавказе, потом в городе Яик, некоторое время жил в Хорасане, где в него влюбилась царевна Адельма. Оставив родителей в Берласе, он отправился искать удачи в Китае.
От Бараха Калаф узнаёт, что единственная дочь китайского императора Альтоума Турандот — жестокосердая красавица: она согласна выйти только за того, кто отгадает три её загадки, и всем неудачливым женихам отрубают головы. Увидев портрет принцессы, Калаф влюбляется в неё и решает попытать счастья. Он представляется Альтоуму как царевич в изгнании, не называя своё имя. Ему удаётся разгадать загадки, но Турандот, упорствуя в ненависти ко всем мужчинам, не хочет выходить замуж. Калаф соглашается отказаться от своих притязаний, если принцесса до утра скажет, как его зовут, а потом, чтобы не принуждать её к браку, сам открывает Турандот своё имя. Та влюбляется в Калафа и готова просить прощения у всех мужчин. Интриги Адельмы, оказавшейся невольницей Турандот и по-прежнему любящей Калафа, заканчиваются неудачей, к тому же в финальной сцене выясняется, что астраханцы восстали против хорезмийского султана и ждут к себе Калафа и его отца.

## Создание и оценки

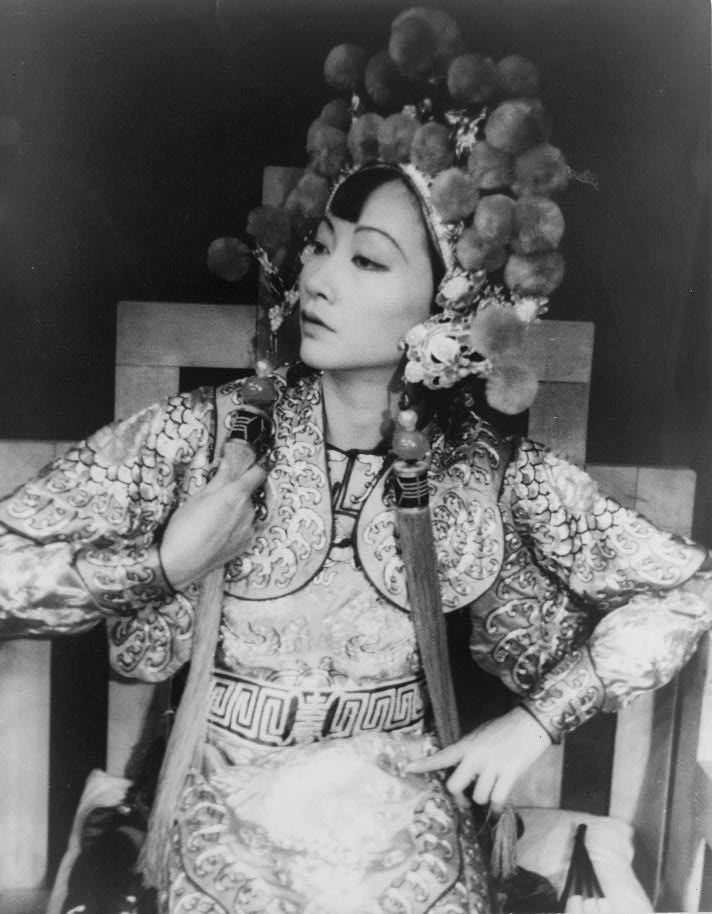
Анна-Мэй Вонг в роли Турандот

«Турандот» стала четвёртой по счёту фьябой («сказкой для театра») Карло Гоцци. Писатель обратился к этому жанру в ходе полемики с Карло Гольдони и Пьетро Кьяри. Соединяя в первых фьябах, поставленных на сцене в 1761 году («Любовь к трём апельсинам», «Ворон» и «Король-олень»), элементы сказки, бытового реализма и буффонады, Гоцци добился огромного успеха у публики и решил развить этот успех, привнеся в жанр нечто новое. Он сам пишет в предисловии к «Турандот», что лишил пьесу «всяких превращений и колдовства», а маски сделал «едва заметными»; при этом в пьесе появился восточный колорит, максимума достигли трагизм и «чувствительный элемент».
Сюжет «Турандот», основанный на архетипической истории о разгадывании загадок со смертельным риском, восходит к повести восточного поэта XII века Низами Гянджеви, написанной на персидском языке. В 1712 году эта повесть была издана в Париже ориенталистом Франсуа Пети де ла Круа в составе сборника персидских сказок, который использовал Гоцци. Подобно предыдущим фьябам, «Турандот» написана двумя стилями: основные герои говорят на архаизированном языке времён Возрождения, маски — на современном автору венецианском диалекте.
«Турандот», поставленная на сцене венецианского театра Сан-Самуэле 22 января 1762 года, имела особенно громкий успех у публики. По словам Гоцци, она «шла с успехом семь вечеров подряд, благосклонно собирая полную залу». Гольдони и Кьяри из-за этого пришлось навсегда покинуть Венецию, что означало полную победу Гоцци в полемике.
В последующие десятилетия «Турандот», как и остальные фьябы Гоцци, была забыта в Италии, но ею заинтересовались в Германии. Пьесу перевёл на немецкий язык и адаптировал для Веймарского театра Фридрих Шиллер, её ставили на сцене Иоганн Вольфганг фон Гёте, Макс Рейнхардт, Евгений Вахтангов. «Турандот» стала литературной основой одноимённых опер К. Блюменредера, И. В. Пютлингена, Ф. Данци, К. Г. Райсигера, Г. С. Ловенскильда, Ф. Бузони, Д. Пуччини, Х. Брайана. Бертольт Брехт написал пьесу «Турандот, или Конгресс обелителей» на тот же сюжет.
Астероид главного пояса, открытый 11 апреля 1904 года немецким астрономом Максом Вольфом в Обсерватории Хайдельберг-Кёнигштуль, получил название (530) Турандот.